# Nastie

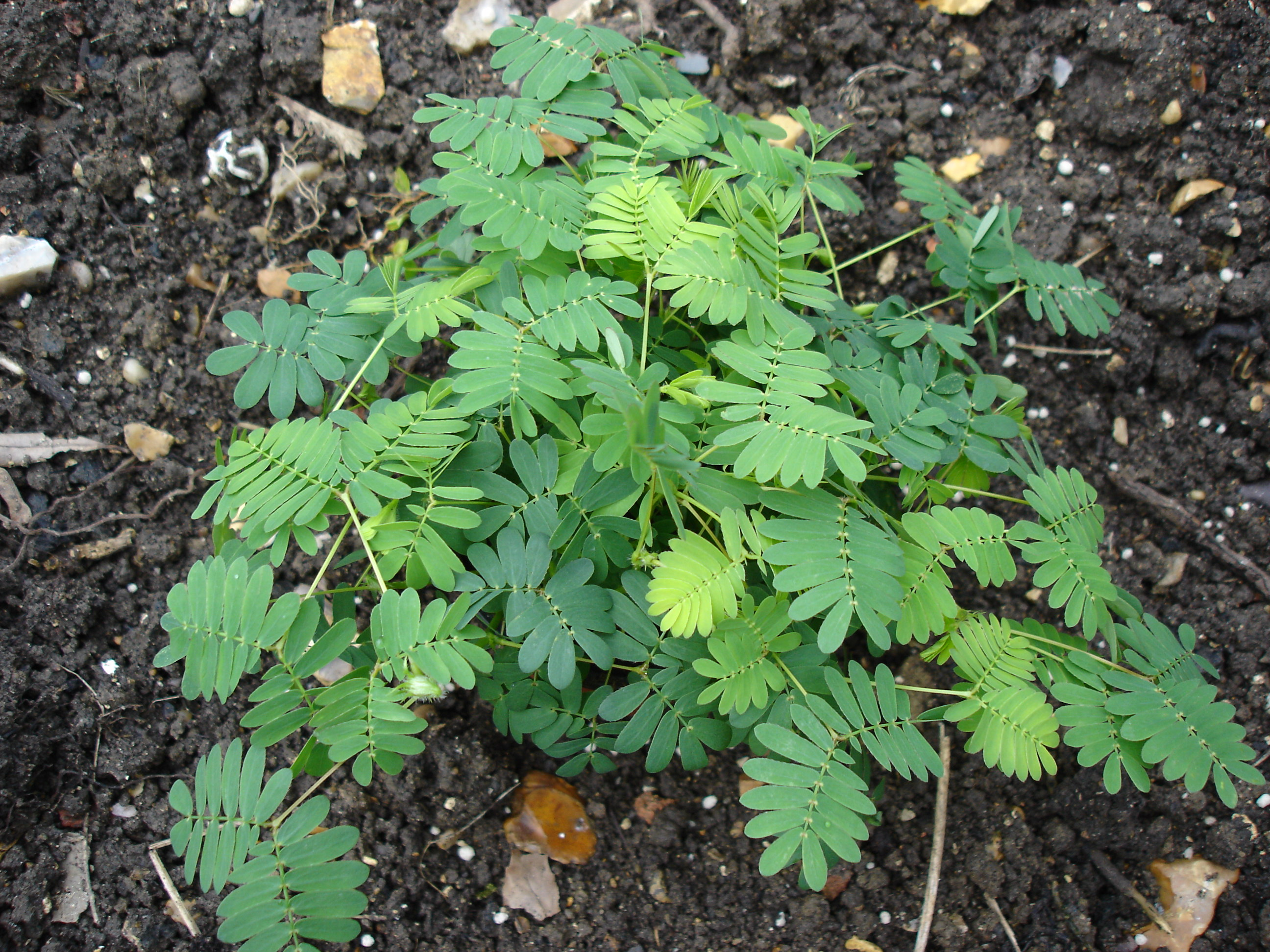
kruidje-roer-mij-niet

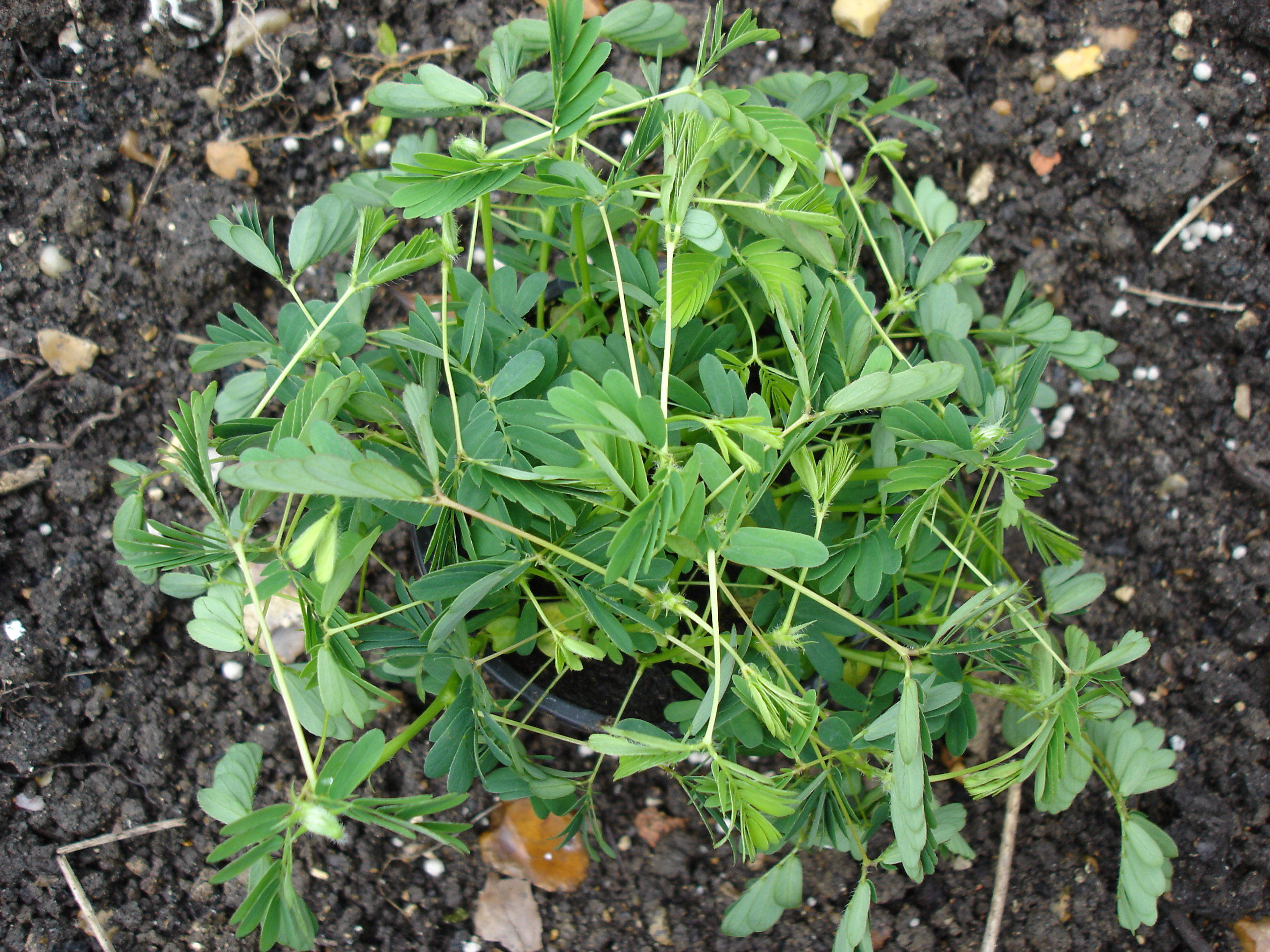
kruidje-roer-mij-niet na aanraking

Een nastie is een beweging die vooral bij planten wordt waargenomen en wordt opgewekt door een uitwendige prikkel. Bij een nastie bepaalt de bouw van het bewegende orgaan de bewegingsrichting. Hierbij is het niet van belang waar de prikkel aan de plant plaatsvindt. De prikkel dient alleen als signaal voor de beweging. Een nastie vindt relatief snel plaats en kan omkeerbaar zijn, zoals de reactie op aanraking bij het kruidje-roer-mij-niet (thigmonastie) en de beweging van de sluitcellen van een huidmondje. De beweging van de sluitcellen van een huidmondje kan fotonastisch, hydronastisch of thermonastisch zijn.
Een nastie moet niet verward worden met een tropie of een taxie. Taxieën komen in het plantenrijk alleen voor bij vrij bewegende sporen, zoals zoösporen en stuifmeelkorrels. Bij een tropie bepaalt de prikkel de bewegingsrichting, zoals richting de zwaartekracht groeien van wortels (geotropie).
De drie fenomenen verschaffen planten de mogelijkheid op uitwendige prikkels te reageren en zo nodig in hoog tempo, zonder dat zij over een centraal zenuwstelsel beschikken. 

## Soorten nastieën
Afhankelijk van de soort prikkel wordt het woord "nastie" voorafgegaan door een Grieks voorvoegsel, dat de soort prikkel aanduidt. Enkele voorbeelden: 
- Chemonastie: beweging in reactie op stoffen
- Fotonastie: beweging in reactie op licht
- Helionastie: beweging in reactie op de zon (gedurende de dag de bladeren richten op de stand van de zon)
- Hydronastie: beweging in reactie op vocht of water (vooral in wortels)
- Thermonastie: beweging in reactie op temperatuur
- Thigmonastie: beweging in reactie op aanraking of contact (bijvoorbeeld kruidje-roer-mij-niet)